# Phiala chrysargyra
Phiala chrysargyra är en fjärilsart som beskrevs av Wichgraf 1914. Phiala chrysargyra ingår i släktet Phiala och familjen Eupterotidae. Inga underarter finns listade i Catalogue of Life.